# Маркус, Стивен
Сти́вен Ма́ркус (при рождении англ. Stephen Mark Scott; род. 18 июня 1962 года, Портсмут, графство Хэмпшир, Великобритания) — английский актёр, наиболее известный ролью Ника «Грека» в криминальной комедии Гая Ричи «Карты, деньги, два ствола» (1998).

## Биография
Родился в Портсмуте, откуда его родители переехали в Сингапур, где маленький Стивен провёл бо́льшую часть детства; позднее семья Стивена вернулась в Портсмут. Получив отказ при попытке устроиться работать полицейским, Стивен решил стать актёром и записался в драмкружок лондонской The Arts Educational Schools. После трёх лет обучения, он начал карьеру профессионального актёра с участия в театральных постановках для детей. В 1985 году Маркус дебютирует в кинематографе с ролью Муза (Moose) в фильме «My Beautiful Laundrette» Стивена Фрирза.
В 1996 году агент Стивена Маркуса устроил ему встречу с режиссёром Гаем Ричи, который набирал актёров для низкобюджетного фильма «Карты, деньги, два ствола». Через 3 года, когда работа над лентой была завершена, фильм Ричи получил статус самого выдающегося британского кино за последние 20 лет, дав толчок к развитию карьер таких актёров, как Джейсон Стейтем, Винни Джонс, Ник Моран и др.

## Избранная фильмография

### Кинематограф
| Год  |    | Русское название          | Оригинальное название               | Роль                    |
| ---- | -- | ------------------------- | ----------------------------------- | ----------------------- |
| 1985 | ф  | Моя прекрасная прачечная  | My Beautiful Laundrette             |                         |
| 1998 | ф  | Карты, деньги, два ствола | Lock, Stock and Two Smoking Barrels | Ник «Грек»              |
| 2000 | тф | Перо маркиза де Сада      | Quills                              | Бушон/Псих-бывший палач |
| 2000 | ф  | В поисках брата           | Sorted                              | Роб/Охранник            |
| 2005 | ф  | Чумовые боты              | Kinky Boots                         | Большой Майк            |
| 2009 | ф  | Ниндзя-убийца             | Ninja Assassin                      | Kingpin                 |

### Телевизионные проекты
2000 — Starhunter(Рудольфо деЛупа)

2002 — Cavegirl (отец героини)

2005 — The Greatest Game Ever Played, документальный фильм

2006 — Санта-Хрякус Терри Пратчетта/Terry Pratchett’s Hogfather (Банджо)

2008 — Цвет волшебства/The Colour of Magic (Broadman)

2008 — Крошка Доррит/Little Dorrit

## Личная жизнь
7 января 2006 года женился на Саре Нельсон, с которой состоит в браке в настоящее время.